# 西伯利亞銀鷗
西伯利亞銀鷗（Vega Gull，學名：Larus vegae）又名紅腳銀鷗及織女銀鷗。是屬於鷗科的一種雀鳥，是鷗屬的一種。是大型的鷗，屬於銀鷗/小黑背鷗複合體的一部分，繁殖於東北亞。
其分類仍具爭議和不確定性。它有時被視為一個獨立的物種，或是美洲銀鷗（L. smithsonianus）的一個亞種，或與美洲銀鷗及黑脊鷗一起歸入L. argentatus的範疇之內。
蒙古鷗，Larus mongolicus，以前被認為是黃腳銀鷗（L. cachinnans）的一個亞種，但現在有時被歸入西伯利亞銀鷗之中。

## 描述

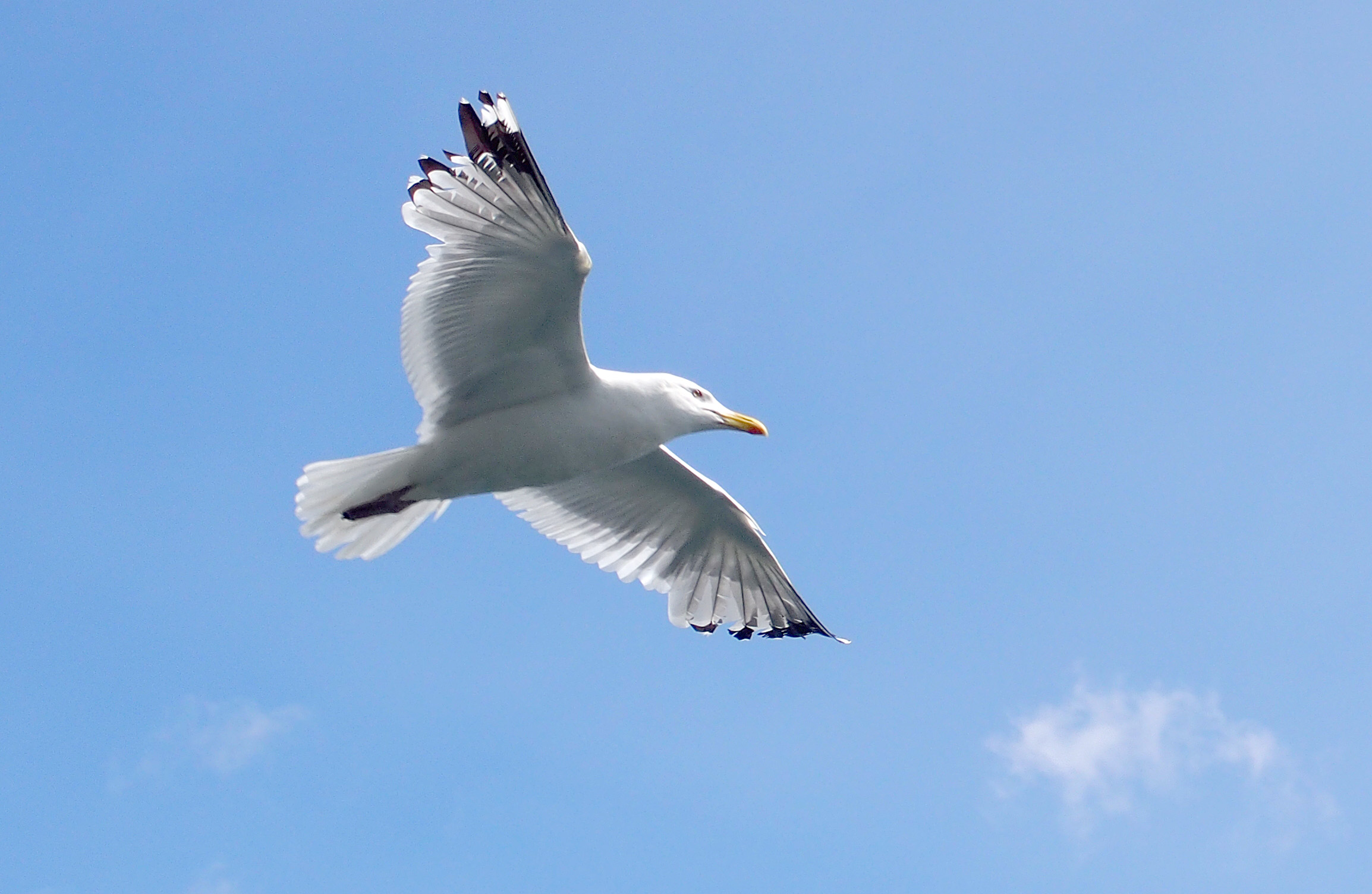
Adult Vega gull in flight

### 西伯利亞銀鷗（Larus vegae）
西伯利亞銀鷗與銀鷗相似，但背部稍微深灰色。冬季，西伯利亞銀鷗的頭部有著密集的棕色條紋，特別是在頸部的背部和側面，形成了一個項圈。它的腿通常是鮮粉紅色的。第一和第二個冬季的西伯利亞銀鷗比相似的蒙古鷗更深，尤其是在頭頂上，蒙古鷗即使在第一和第二個冬季也會略顯淺色。第一和第二個冬季的西伯利亞銀鷗的幾乎全身都有較深的棕色斑點和條紋。成年西伯利亞銀鷗在冬季時常常會被誤認為是非常相似的大黑脊鷗（L），schistisagus），和西美鷗（L. occidentalis），但西伯利亞銀鷗的灰色比這兩個相似的物種要淺。眼睛顏色多變，但通常較暗並有紅色的眼圈。嘴巴是黃色的，有一個紅點，除了第一和第二個冬季的海鷗，嘴巴幾乎完全是深灰色/黑色，隨著成熟，灰色部分逐漸減少。
在繁殖範圍的西北部，西伯利亞銀鷗的上部顏色更淺。有時它們被認為是另一個名為比魯拉鷗（Larus vegae birulai）的亞種。

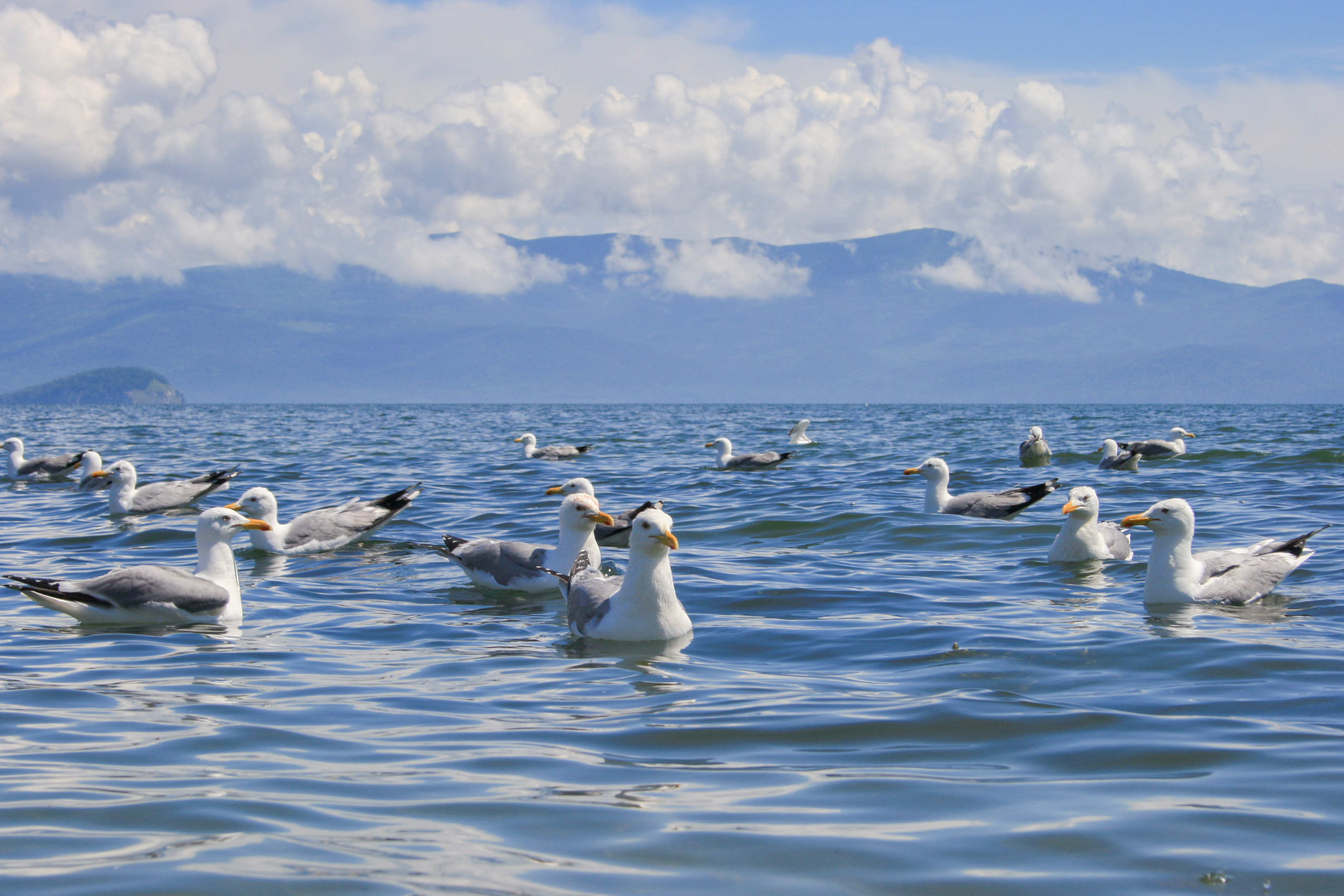
蒙古鷗成鳥在貝加爾湖游泳

### 蒙古鷗（Larus vegae mongolicus）

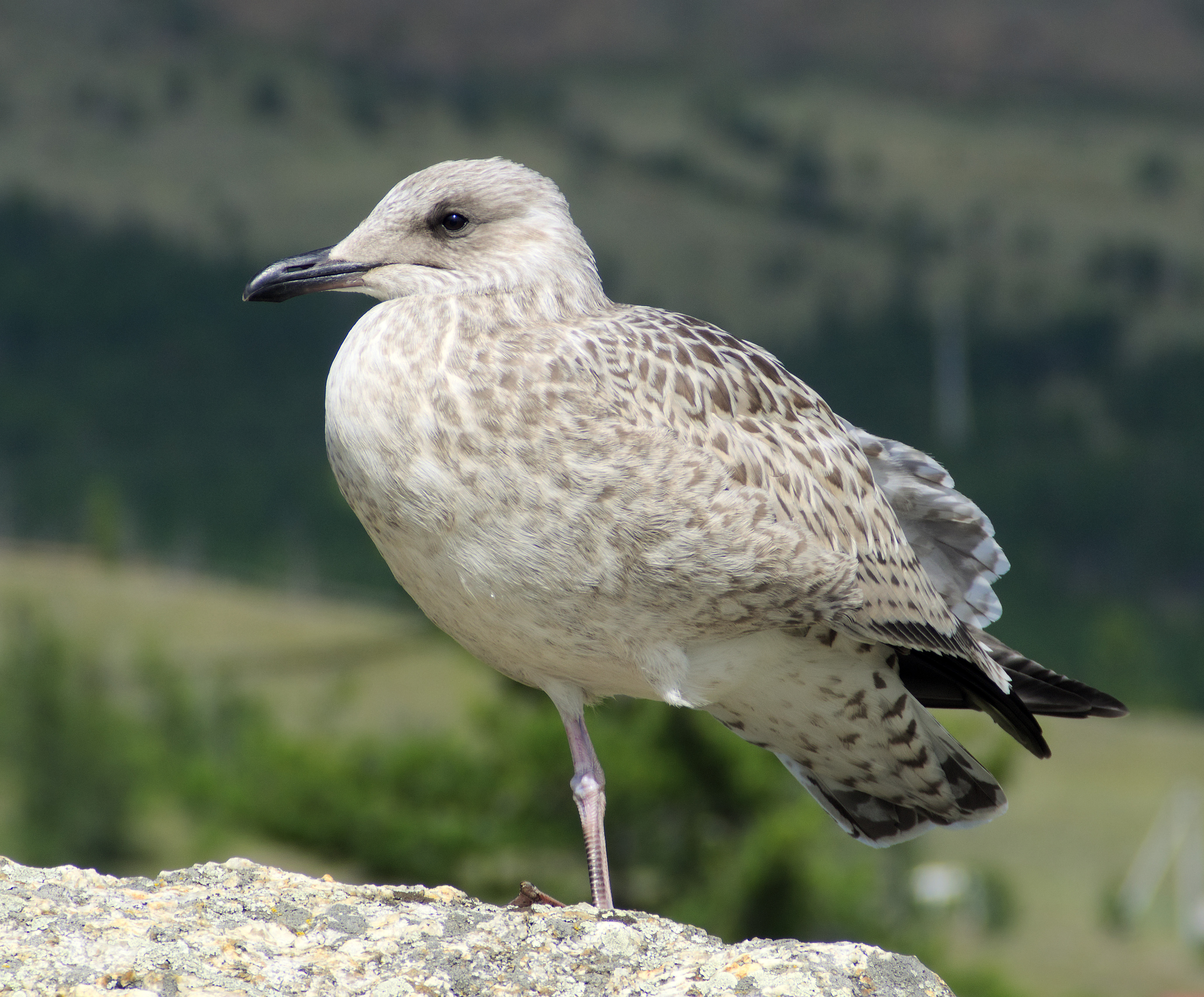
年輕的蒙古鷗

蒙古鷗的背部和翅膀顏色多變。它們通常是中等灰色，類似於比魯拉鷗，但有時會更深。蒙古鷗的頭部全年主要是白色，只有輕微的冬季條紋。腿通常是粉紅色，眼睛通常是淡色的，並有紅色的眼圈。嘴巴是黃色的，有一個大的紅點，並且在第一、第二和第三年的海鷗上常常帶有深色的標記。第一和第二個冬季的蒙古鷗身上和翅膀上有大量的棕/灰色條紋和斑點，與西伯利亞銀鷗相似，但不如它們那麼深色。

## 分佈與棲地
西伯利亞銀鷗繁殖於西伯利亞的東北部，冬季棲息於日本、韓國、中國的南部和東部以及台灣。牠們經常出現在聖勞倫斯島和阿拉斯加的諾姆，並可能在當地繁殖。此外，在阿拉斯加其他地區也有記錄，並且在華盛頓州和加州有少量拍攝記錄。在它們的冬季棲地，它們通常出現在港口、岩岸和河口。
蒙古鷗在蒙古、鄰近的俄羅斯地區（如貝加爾湖）、中國東北部（如呼倫湖）以及可能的南韓繁殖。它向東南遷徙至中國南部和東部以及韓國過冬，少數達到日本。在南韓，它們比西伯利亞銀鷗更經常在內陸水域過冬。

## 外部連結
- 维基共享资源上的相關多媒體資源：西伯利亞銀鷗
- 維基物種上的相關：西伯利亞銀鷗
- Larus vegae （页面存档备份，存于） - ITIS Standard Report Page

1. ↑  Lepage, D. . Avibase: The world bird database. Bird Studies Canada. 2004 （英语）.